# Laxtjärnen (Malå socken, Lappland, 724916-162356)
Laxtjärnen är en sjö i Malå kommun i Lappland och ingår i Skellefteälvens huvudavrinningsområde.